# Camí del Mas de l'Hereu
El Camí del Mas de l'Hereu és un camí del terme de Castell de Mur, en terres del Meüll, de l'antic terme de Mur, al Pallars Jussà.
Arrenca del Meüll, des d'on surt cap a ponent fent revolts a causa del desnivell del terreny. Discorre pel sud de les Feixes i fent un arc cap al sud per tal de resseguir els vessants meridionals de los Tossalets, arriba al Mas de l'Hereu en quasi dos quilòmetres i mig.

## Etimologia
Pren el nom del Mas de l'Hereu, que és on mena.